# La Croisière aventureuse
Pour plus de détails, voir Fiche technique et Distribution.
La Croisière aventureuse (Out to Sea) est un film américain réalisé par Martha Coolidge, sorti en 1997.

## Synopsis
Recherchant l'âme sœur, Charlie invite son beau-frère Herb, veuf, sur une croisière. Arrivés sur le bateau de luxe, Herb se rend compte que Charlie lui a menti quant aux conditions du voyage: ils sont logés dans une cabine dans la cale du bateau et sont ici en tant que danseurs professionnels chargés d'animer les soirées de la croisière.

## Fiche technique
- Titre français : La Croisière aventureuse (titre de sortie) ; Croisière galère, Une croisière aventureuse (titres alternatifs)[1],[2]
- Titre original : Out to Sea
- Titre québécois : Le Pied marin
- Réalisation : Martha Coolidge
- Scénario : Robert Nelson Jacobs
- Musique : David Newman
- Photographie : Lajos Koltai
- Montage : Anne V. Coates
- Production : John Davis & David T. Friendly
- Sociétés de production : 20th Century Fox & Davis Entertainment
- Société de distribution : 20th Century Fox
- Pays :  États-Unis
- Langue : Anglais
- Format : Couleur - Dolby Digital - 35 mm - 1.85:1
- Genre : Comédie
- Durée : 102 min
- Dates de sortie :
  - États-Unis : 2 juillet 1997
  - France : 29 avril 1998 (cinéma, province uniquement)
  - France 6 octobre 2005 (DVD)

## Distribution
- Jack Lemmon (VF : Serge Lhorca) : Herb Sullivan
- Walter Matthau (VF : André Valmy) : Charlie Gordon
- Dyan Cannon : Liz LaBreche
- Gloria DeHaven : Vivian
- Brent Spiner : Gil Godwyn
- Elaine Stritch (VF : Paule Emanuele) : Mavis LaBreche
- Hal Linden : Mac Valor
- Donald O'Connor : Jonathan Devereaux
- Edward Mulhare : Cullen Carswell
- Rue McClanahan : Mme Ellen Carruthers
- Alexandra Powers : Shelly
- Sean O'Bryan (VF : Daniel Lafourcade) : Allan
- Esther Scott : Maria
- Allan Rich : Sebastian
- Estelle Harris : Bridget

## Anecdotes
- Neuvième et avant dernière collaboration entre Jack Lemmon et Walter Matthau.
- Il s'agit du dernier film pour Donald O'Connor, Gloria DeHaven et Edward Mulhare. Ce dernier, atteint d'un cancer des poumons, mourut quelques mois avant la sortie du film.